# Płaninica
Płaninica (bułg. Планиница) – wieś w Bułgarii, w obwodzie Burgas, w gminie Ruen. W 2023 roku liczyła 1392 mieszkańców.